# Chomelia monantha
Chomelia monantha là một loài thực vật có hoa trong họ Thiến thảo. Loài này được (K.Schum. ex Standl.) Steyerm. mô tả khoa học đầu tiên năm 1967.